# Richard Sánchez Guerrero
Richard Rafael Sánchez Guerrero (Asunción, Paraguay; 29 de marzo de 1996) es un futbolista paraguayo. Se desempeña como centrocampista en el Racing Club de la Primera División de Argentina. Es internacional con la selección de fútbol paraguaya.

## Trayectoria

### Olimpia
El 21 de mayo de 2017, anotó su primer gol en un clásico contra Cerro Porteño. Renueva contrato con Olimpia por cinco años. Sánchez logra ser campeón del Torneo Apertura 2018 con Olimpia.

### Club América
El 25 de agosto de 2019 se hace oficial el fichaje con el Club América de la Primera División de México por siete millones de dólares y cuatro años.

### Racing Club de Avellaneda
El 12 de marzo de 2025 se hace oficial el fichaje con el Racing Club de la Primera División de Argentina por tres millones de dólares y cuatro años.[cita requerida] El 28 de abril de 2025 hizo su debut en Racing contra Defensa y Justicia durante el segundo tiempo, entrando en remplazo de Agustín Almendra.

## Clubes
| Club        | País      | Año         |
| ----------- | --------- | ----------- |
| Olimpia     | Paraguay  | 2017 - 2019 |
| América     | México    | 2019 - 2025 |
| Racing Club | Argentina | 2025 - act. |

## Selección nacional
Fue convocado por primera vez por la selección paraguaya el 27 de marzo de 2018, luego debutaría el 12 de junio de 2018 en la derrota 4 a 2 frente a Japón. En 2019 fue ratificado en la lista de veintitrés jugadores para la Copa América 2019. Allí convertiría su primer gol en el empate 1 a 1 frente a Argentina.

### Participaciones en Copa América
| Copa              | Sede   | Resultado        | Partidos | Goles |
| ----------------- | ------ | ---------------- | -------- | ----- |
| Copa América 2019 | Brasil | Cuartos de final | 4        | 1     |
| Copa América 2021 | Brasil | Cuartos de final | 4        | 0     |

### Goles en la selección
| Goles con la Selección de Paraguay | Goles con la Selección de Paraguay | Goles con la Selección de Paraguay | Goles con la Selección de Paraguay | Goles con la Selección de Paraguay | Goles con la Selección de Paraguay | Goles con la Selección de Paraguay | Goles con la Selección de Paraguay | Goles con la Selección de Paraguay |
| Resultados                         | Resultados                         | Resultados                         | Resultados                         | Lugar                              | Estadio                            | Fecha                              | Tipo                               | Goles                              |
| ---------------------------------- | ---------------------------------- | ---------------------------------- | ---------------------------------- | ---------------------------------- | ---------------------------------- | ---------------------------------- | ---------------------------------- | ---------------------------------- |
| Paraguay                           | 1                                  | 1                                  | Argentina                          | Belo Horizonte                     | Estadio Mineirão                   | 19 de junio de 2019                | Copa América 2019                  | 1 gol                              |

## Estadísticas
Actualizado el 13 de diciembre de 2022.[actualizar]
| Club                 | Div           | Temporada     | Liga  | Liga  | Liga   | Copas nacionales(1) | Copas nacionales(1) | Copas nacionales(1) | Torneos internacionales(2) | Torneos internacionales(2) | Torneos internacionales(2) | Total | Total | Total  |
| Club                 | Div           | Temporada     | Part. | Goles | Asist. | Part.               | Goles               | Asist.              | Part.                      | Goles                      | Asist.                     | Part. | Goles | Asist. |
| -------------------- | ------------- | ------------- | ----- | ----- | ------ | ------------------- | ------------------- | ------------------- | -------------------------- | -------------------------- | -------------------------- | ----- | ----- | ------ |
| River Plate Paraguay | 1.ª           | 2016          | 19    | 1     | 0      | *                   | *                   | *                   | 0                          | 0                          | 0                          | 19    | 1     | 0      |
| River Plate Paraguay | Total club    | Total club    | 19    | 1     | 0      | *                   | *                   | *                   | 0                          | 0                          | 0                          | 19    | 1     | 0      |
| Olimpia Paraguay     | 1.ª           | 2017          | 28    | 4     | 1      | *                   | *                   | *                   | 2                          | 0                          | 0                          | 30    | 4     | 1      |
| Olimpia Paraguay     | 1.ª           | 2018          | 35    | 3     | 5      | *                   | *                   | *                   | 4                          | 0                          | 0                          | 39    | 3     | 5      |
| Olimpia Paraguay     | 1.ª           | 2019          | 11    | 1     | 1      | *                   | *                   | *                   | 4                          | 0                          | 0                          | 15    | 1     | 1      |
| Olimpia Paraguay     | Total club    | Total club    | 74    | 8     | 7      | *                   | *                   | *                   | 10                         | 0                          | 0                          | 84    | 8     | 7      |
| América · México     | 1.ª           | 2020          | 22    | 2     | 4      | -                   | -                   | -                   | 3                          | 0                          | 2                          | 25    | 2     | 6      |
| América · México     | 1.ª           | 2020-21       | 33    | 5     | 0      | -                   | -                   | -                   | 5                          | 0                          | 0                          | 38    | 5     | 0      |
| América · México     | 1.ª           | 2021-22       | 33    | 2     | 0      | -                   | -                   | -                   | 3                          | 1                          | 0                          | 36    | 3     | 0      |
| América · México     | 1.ª           | 2022-23       | 18    | 2     | 0      | -                   | -                   | -                   | -                          | -                          | -                          | 18    | 2     | 0      |
| América · México     | Total club    | Total club    | 106   | 11    | 4      | 0                   | 0                   | 0                   | 11                         | 1                          | 2                          | 117   | 12    | 6      |
| Total carrera        | Total carrera | Total carrera | 199   | 20    | 11     | *                   | *                   | *                   | 21                         | 1                          | 2                          | 220   | 21    | 13     |

## Palmarés

### Campeonatos nacionales
| Título                  | Club         | País     | Año  |
| ----------------------- | ------------ | -------- | ---- |
| Primera División        | Olimpia      | Paraguay | 2018 |
| Primera División        | Olimpia      | Paraguay | 2018 |
| Primera División        | Olimpia      | Paraguay | 2019 |
| Primera División        | Olimpia      | Paraguay | 2019 |
| Primera División        | Club América | México   | 2023 |
| Primera División        | Club América | México   | 2024 |
| Campeón de Campeones    | Club América | México   | 2024 |
| Supercopa de la Liga MX | Club América | México   | 2024 |
| Primera División        | Club América | México   | 2024 |